# آنه برنر
آنه برنر (انگلیسی: Anne Berner؛ زادهٔ ۱۶ ژانویهٔ ۱۹۶۴) مدیر کارآفرین، سیاستمدار، و اهالی کسب‌وکار اهل فنلاند است. او وزیر سابق حمل و نقل و ارتباطات فنلاند بود. برنر به زبان‌های فنلاندی، سوئدی، آلمانی، انگلیسی و فرانسوی مسلط است.